# Sarcoglottis gonzalezii
Sarcoglottis gonzalezii är en orkidéart som beskrevs av Lou Christian Menezes. Sarcoglottis gonzalezii ingår i släktet Sarcoglottis och familjen orkidéer. Inga underarter finns listade i Catalogue of Life.